# أسطورة سبايرو: المساء اللامتناهي
إسطورة سبايرو: المساء اللامتناهي لعبة فيديو تعتبر الجزء التاسع من سلسلة سبايرو و الجزء الثاني من إسطورة سبايرو الثلاثية، أصدرت عام 2007 على جهاز ال بلايستايشن 2 و على جهاز الوي و الجيم بوي أدفانس.

## روابط خارجية
- أسطورة سبايرو: المساء اللامتناهي على موقع IMDb (الإنجليزية)